# Tibouchina regnellii
Tibouchina regnellii är en tvåhjärtbladig växtart som beskrevs av Célestin Alfred Cogniaux. Tibouchina regnellii ingår i släktet Tibouchina och familjen Melastomataceae. Inga underarter finns listade i Catalogue of Life.